# Női 80 méteres gátfutás az 1932. évi nyári olimpiai játékokon
Az 1932. évi nyári olimpiai játékokon az atlétika női 80 méteres gátfutás versenyszámának selejtezőit és döntőjét augusztus 3. és 4. között rendezték a Memorial Coliseumban.

## Rekordok
A versenyt megelőzően a következő rekordok voltak érvényben női 80 méteres gátfutásban:
| Világrekord | Eva von Bredow (GER) | 12,8 | Berlin, Németország | 1927. június 12. |

A versenyen új világ- és olimpiai rekord született:
| Babe Didrikson (USA)  | 11,8 | Los Angeles, USA | 1932. augusztus 3. | Előfutam |
| Simone Schaller (USA) | 11,8 | Los Angeles, USA | 1932. augusztus 3. | Előfutam |
| Babe Didrikson (USA)  | 11,7 | Los Angeles, USA | 1932. augusztus 4. | Döntő    |
| Evelyne Hall (USA)    | 11,7 | Los Angeles, USA | 1932. augusztus 4. | Döntő    |

## Eredmények
Az időeredmények másodpercben értendők. A rövidítések jelentése a következő:
- Q: továbbjutás helyezés alapján
- WR: világrekord
- DNF: nem ért célba

### Előfutam
A futamok első 3 helyezettje jutott a döntőbe.
| H        | Név                | Nemzet                 | E        | Mj       |
| 1. futam | 1. futam           | 1. futam               | 1. futam | 1. futam |
| -------- | ------------------ | ---------------------- | -------- | -------- |
| 1.       | Babe Didrikson     | Egyesült Államok (USA) | 11,8     | Q, =WR   |
| 2.       | Simone Schaller    | Egyesült Államok (USA) | 11,8     | Q, =WR   |
| 3.       | Marjorie Clark     | Dél-afrikai Unió (RSA) | 11,9     | Q        |
| 4.       | Elizabeth Taylor   | Kanada (CAN)           | 12,0     |          |
|          | Michiko Nakanishi  | Japán (JPN)            | DNF      |          |
| 2. futam |                    |                        |          |          |
| 1.       | Evelyne Hall       | Egyesült Államok (USA) | 12,0     | Q        |
| 2.       | Violet Webb        | Nagy-Britannia (GBR)   | 12,1     | Q        |
| 3.       | Alda Wilson        | Kanada (CAN)           | 12,1     | Q        |
| 4.       | Felicja Schabińska | Lengyelország (POL)    | 12,8     |          |

### Döntő
A döntőt augusztus 4-én rendezték.
| H     | Név             | Nemzet                 | E    | Mj  |
| ----- | --------------- | ---------------------- | ---- | --- |
| Arany | Babe Didrikson  | Egyesült Államok (USA) | 11,7 | =WR |
| Ezüst | Evelyne Hall    | Egyesült Államok (USA) | 11,7 | =WR |
| Bronz | Marjorie Clark  | Dél-afrikai Unió (RSA) | 11,8 |     |
| 4.    | Simone Schaller | Egyesült Államok (USA) | 11,8 |     |
| 5.    | Violet Webb     | Nagy-Britannia (GBR)   | 11,9 |     |
| 6.    | Alda Wilson     | Kanada (CAN)           | 12,0 |     |